# الخطوط العريضة لعلم الحيوان
المخطط التالي يقدم نظرة عامة ودليل موضوعي لعلم الحيوان:
علم الحيوان – دراسة الحيوانات. علم الحيوان، أو "علم الأحياء الحيوانية"، هو فرع علم الأحياء الذي يتعلق بمملكة الحيوان، بما في ذلك التعريف، والبنية، وعلم الأجنة، والتطور، والتصنيف، والعادات، والتوزيع لجميع الحيوانات، سواء الحية أو المنقرضة، وكيف تتفاعل مع نظمها البيئية. مشتق المصطلح من الكلمة اليونانية القديمة ζῷον (zōon)، أي "حيوان" و λόγος، (logos)، أي "معرفة، دراسة".

## جوهر علم الحيوان
- الحيوان
- مجموعة حيوانية

## فروع علم الحيوان

### الفروع حسب المجموعة التي تمت دراستها
- علم مفصليات الأرجل [الإنجليزية] - دراسة المفصليات ككل
  - علم القشريات [الإنجليزية] - دراسة القشريات
    - علم الحشرات - دراسة الحشرات
      - علم الخنافس [الإنجليزية] - دراسة الخنافس
      - علم حرشفيات الأجنحة - دراسة الفراشات
      - علم النحل - دراسة النحل
      - علم النمل - دراسة النمل
      - علم مستقيمات الأجنحة [الإنجليزية] - دراسة الجنادب

  - علم كثيرات الأرجل [الإنجليزية] - دراسة الديدان ألفية الأرجل والحريشة
  - علم العنكبوتيات - دراسة العناكب والحيوانات ذات الصلة مثل العقارب والعقارب الزائفة والحصادات، والتي يطلق عليها مجتمعة العنكبيات
    - علم الحَلَم [الإنجليزية] - دراسة العث والقراد
- علم السموك - دراسة الأسماك
- علم الرخويات - دراسة الرخويات
  - علم الأصداف - دراسة الأصداف
  - علم رأسيات الأرجل [الإنجليزية] - دراسة رأسيات الأرجل
- علم الخيطيات [الإنجليزية] - دراسة الديدان الخيطية (الديدان الأسطوانية)
- علم الزواحف والبرمائيات - دراسة البرمائيات والزواحف
  - علم البرمائيات - دراسة البرمائيات بما في ذلك الضفادع والعلاجيم والسلمندر والسمندر المائي والضفادع الثعبانية
  - علم السلاحف البحرية - دراسة السلاحف البحرية
  - علم السحالي - دراسة السحالي
  - علم الثعابين [الفرنسية] - دراسة الثعابين
  - علم التماسيح - دراسة التماسيح
  - علم الطيور - دراسة الطيور
  - علم الثدييات - دراسة الثدييات
    - علم الحيتانيات - دراسة الحيتانيات
    - علم الرئيسيات - دراسة الرئيسيات
- علم الطفيليات - دراسة الطفيليات ومضيفيها والعلاقة بينهم
  - علم الديدان الطفيلية - دراسة الديدان الطفيلية
- علم العوالق - دراسة العوالق، وهي مجموعة متنوعة من النباتات والحيوانات الصغيرة العائمة والميكروبات التي تعيش في أجسام المياه
- علم الطلائعيات - دراسة الطلائعيات، وهي الكائنات الأولية "الشبيهة بالحيوان" (أي، متحركة وغيرية التغذية)

### حسب طبيعة الدراسة
- علم التشريح - دراسة البنية الداخلية للحيوانات
  - التشريح المقارن - التشريح المقارن للحيوانات المختلفة
  - طب الجلد - دراسة الجلد
  - علم الأجنة - دراسة تطور الجنين
  - علم الأنسجة - دراسة الأنسجة
  - علم العظام - دراسة العظام
- علم الحيوان الإنساني - دراسة التفاعل بين البشر والحيوانات الأخرى
- علم البيئة السلوكي - دراسة التأثيرات البيئية على سلوكيات الحيوانات
- الكيمياء الحيوية - دراسة المكونات الكيميائية والمسارات الأيضية للخلايا الحيوانية
- التقانة الحيوية - التلاعب بالخلايا الحيوانية باستخدام الهندسة الوراثية والتكنولوجيا ذات الصلة
- علم الخلية - دراسة الخلايا
- علم سلوك الحيوان - دراسة سلوك الحيوان، مع التركيز عادة على السلوك في ظل الظروف الطبيعية، واعتبار السلوك سمة تكيفية تطورية
  - علم السلوك العصبي - دراسة سلوك الحيوان والتحكم الميكانيكي الأساسي فيه بواسطة الجهاز العصبي
- علم الوراثة - دراسة الوراثة والتعبير الجيني
  - علم التخلق - دراسة العوامل المؤثرة على التعبير الجيني
  - علم الوراثة المندلية - علم الوراثة المبني على الوراثة المندلية
  - علم الوراثة الجزيئي - دراسة التعبير الجيني والسلوك
  - علم الوراثة غير المندلية [الإنجليزية] - علم الوراثة الذي لا يتبع قوانين مندل
- علم التشكل - دراسة البنية الخارجية للحيوانات
  - التشريح - الشكل الداخلي
  - علم الأشكال الخارجية - علم الأشكال الخارجية
- علم الأمراض - دراسة الأمراض
- علم الحيوان الإحفوري - فرع من علم الحفريات الذي يدرس بقايا الحيوانات
- علم وظائف الأعضاء - دراسة عمل أجهزة الجسم
  - طب الذكورة - دراسة الجهاز التناسلي الذكري
  - طب القلب - دراسة القلب والجهاز القلبي الوعائي
  - الغدد الصماء - دراسة أنظمة الغدد الصماء
  - طب الجهاز الهضمي - دراسة الجهاز الهضمي
  - طب النساء - دراسة الجهاز التناسلي الأنثوي
  - علم المناعة - دراسة الجهاز المناعي
  - علم العضلات - دراسة العضلات
  - طب الكلى - دراسة الجهاز البولي
  - علم الأعصاب - دراسة الجهاز العصبي
  - طب الرئة - دراسة الجهاز التنفسي
- علم الآثار الحيواني - دراسة بقايا الحيوانات فيما يتعلق بالناس القدماء
- جغرافيا الحيوان - جغرافية الحيوان هي الدراسة العلمية للتوزيع الجغرافي لأنواع الحيوانات (التاريخية والمعاصرة) في العالم
- علم الحيوان - علم الحيوان هو دراسة الحيوانات وموائلها (يُعرف أيضًا باسم علم الحيوان الوصفي)
- علم قياس الحيوانات - هو قسم فرعي من علم الحيوان يتعامل مع قياسات (الطول أو الحجم) لأجزاء الحيوان

## تاريخ علم الحيوان
- الخط الزمني لعلم الحيوان [الإنجليزية]
- تاريخ علم الحيوان (حتى عام 1859) [الإنجليزية]
- تاريخ علم الحيوان (منذ 1859) [الإنجليزية]

## الحيوانات
الحيوانات
- قوائم الحيوانات [الإنجليزية]

### تصنيف الحيوانات
المملكة: الحيوانات
- مملكة سفلى "بارازوا" نظائر البعديات
  - الإسفنجيات
  - الصفيحيات
- مملكة سفلى "يوميتازوا" البعديات الحقيقية
  -  شعاعية التماثل (غير مصنفة) 
    - المشطيات
    - لاسعات
    - تريلوبوزوا [الإنجليزية] †

  - ثنائيات التناظر (غير مصنفة) 
    - لاجوفيات الشكل
    - توليمونستروم [الإنجليزية] †
    - بروارتيكولاتا [الإنجليزية] †
    - الحيوانات المتوسطة (غير مصنفة) 
      - مستقيمات السباحة
      - ديسيميدا [الإنجليزية]
      - سالينيلا [الإنجليزية]

    - الكلوانيات (غير مصنفة) 
      - الديدان السهمية
      -  شعبة عليا ثانويات الفم
        - الحبليات
        - نصف حبليات
        - شوكيات الجلد
        - ديدان مسطحة غريبة
        - ساكنات قديمة †

      - أوليات الفم (غير مصنفة) 
        - شعبة عليا انسلاخيات
          - متحركات الخطم
          - حاملات الدروع المصفحات
          - قضيبيات
          - ديدان أسطوانية
          - ديدان شعرية
          - حاملات المخالب
          - بطيء الخطو
          - مفصليات الأرجل - تشمل الحشرات,عنكبيات (العناكب)، كثيرات الأرجل, والقشريات (السرطانات وجراد البحر، الخ)

        - شعبة عليا المنبسطات
          - الديدان المسطحة
          - شعريات البطن
          - الدوارات
          - شائكات الرؤوس
          - ديدان فكية
          - ليمونوغاثيا [الإنجليزية]
          - حاملات العجل

        -  شعبة عليا العجلانيات العرفية
          - ديدان الفستق
          - هيوليثانية †
          - ديدان خرطومية
          - ديدان حدوية
          - حيوانات حزازية
          - داخليات الشرج
          - عضديات الأرجل
          - الرخويات
          - الحلقيات

## مفاهيم عامة في علم الحيوان
- التصنيف
- فرع حيوي
- أحادي النمط الخلوي
- متعددة العرق
- انتواع
- انعزال تكاثري
- الأنواع
  - نمط ظاهري
  - الأنواع البيولوجية
  - التعرف على الأنواع
  - الأنواع البيئية
  - الأنواع التعددية

## علماء الحيوان البارزون
- لويس أغاسيز ( علم الرخويات ، علم الأسماك )
- أرسطو
- بيير جوزيف بوناتير
- أرشي كار ( علم الزواحف ، وخاصة علم الزواحف الأرضية )
- يوجيني كلارك ( علم الأسماك )
- جيف كوروين (معظم الحيوانات)
- جورج كوفييه (مؤسس علم التشريح المقارن )
- تشارلز داروين (صاغ نظرية التطور الحديثة)
- ريتشارد دوكينز ( علم السلوك )
- ديان فوسي ( علم الرئيسيات )
- بيروتي جالديكاس ( علم الرئيسيات )
- جين جودال ( علم الرئيسيات )
- فيكتور هنسن ( علم العوالق )
- ليبي هيمان ( علم اللافقاريات )
- ستيف إروين ( علم الزواحف )
- ويليام كيربي (أبو علم الحشرات )
- هانز فيلهلم كوبكي ( علم الطيور ، علم الزواحف )
- كارل لينيوس (أبو علم التصنيف )
- كونراد لورينز ( علم السلوك )
- ديفيد دبليو ماكدونالد ( الثدييات البرية )
- إرنست ماير ( عالم أحياء تطوري )
- ديزموند موريس ( علم السلوك )
- ريتشارد أوين ( النماذج الأولية المقترحة للمجموعات الرئيسية من الكائنات الحية)
- روجر توري بيترسون ( علم الطيور )
- ويليام إيمرسون ريتر ( علم الأحياء البحرية )
- توماس ساي ( علم الحشرات )
- جاكوب فون أوكسكول (سلوك الحيوان، علم اللافقاريات )
- إدوارد أوسبورن ويلسون ( علم الحشرات، مؤسس علم الأحياء الاجتماعي )

## قوائم علم الحيوان
- أجناس النمل (حسب الترتيب الأبجدي)
- العناكب السوطية
- الطيور
- الحيوانات المستأنسة
- سلالات القطط
- سلالات الكلاب
- سلالات الخيول
- الفئة:قوائم الحيوانات الفردية

## روابط خارجية
- دليل دراسي لعلم اللافقاريات ~ على ويكي بوكس
- موسوعة علم الحيوان على الإنترنت
- القاموس الإلكتروني لعلم اللافقاريات
- كتب عن علم الحيوان في مشروع جوتنبرج